# Pupascleromyia muravjevi
Pupascleromyia muravjevi är en tvåvingeart som beskrevs av Fedotova 2001. Pupascleromyia muravjevi ingår i släktet Pupascleromyia och familjen gallmyggor.
Artens utbredningsområde är Kazakstan. Inga underarter finns listade i Catalogue of Life.